# La història de les coses
La història de les coses (títol original en anglès The Story of Stuff) és un documental web sobre el cicle de vida de béns i serveis.
El documental, posat en línia el 4 de desembre de 2007, està narrat per Annie Leonard, qui té un títol de grau del Barnard College i un títol de grau del Cornell University en ciutat i planejament regional. El documental està patrocinat per la Tides Foundation i la Funders Workgroup for Sustainable Production and Consumption, amb Free Range Studios per a produir el film.
D'acord amb el lloc, ja hi ha més de tres milions de persones que van veure el documental. Ralph Nader es va referir al film com «un model de claredat i motivació».

## Argument
El documental de 20 minuts presenta una visió crítica de la societat consumista. Exposa les connexions entre un gran nombre de problemes socials i de l'ambient, i ens convoca a tots a crear un món més sostenible i just. El documental es divideix en set capítols: Introduction (Introducció), Extraction (Extracció), Production (Producció), Distribution (Distribució), Consumption (Consum), Disposal (Residus), i Another Way (Una altra manera).
El documental descriu l'economia de materials, un sistema compost per extracció, producció, distribució, consum, i residus. Aquest sistema s'estén amb persones, el govern, i la corporació.
El seu punt de vista està fonamentat per diverses dades estadístiques. Algunes de les afirmacions són:
- «... més del 50% dels diners de l'impost federal estatunidenc ara és per a les forces armades, ...»
- «De les 100 economies més grans de la terra ara, 51 són corporacions.»
- «Nosaltres [els EUA] tenim el 5% de la població del món però consumim 30% dels recursos del món i vam crear 30% de les escombraries del món.»
- «80% dels boscos originals del planeta s'han perdut.»
- «Solament a l'Amazones, perdem 2000 arbres per minut.»
- «Cadascun de nosaltres en els EUA rep més de 3000 avisos publicitaris per dia.»
- «Cadascun de nosaltres en els Estats Units fa 4 1/2 lliures [ 2,04 kg ] d'escombraries per dia.»
- «La dioxina és la substància més tòxica feta per l'home coneguda per la ciència. I els incineradores són la primera font de dioxina.»

El documental també cita el que Victor Lebow va dir el 1955:
| « | La nostra economia enormement productiva… demana que fem del consum la nostra forma de vida, que convertim la compra i ús dels béns en un ritual, que busquem la nostra satisfacció espiritual, la nostra satisfacció de l'ego, en consum… nosaltres necessitem coses consumides, cremades, reemplaçades i descartades a pas accelerat.» | » |

Alguns dels temes esmentats són: retardant de flama bromat, pol·lució, cost externalitzat, obsolescència planificada, publicitat, incineració, dioxines i reciclatge.